# Монтепаоне
Монтепао̀не (на италиански: Montepaone, на местен диалект Muntipaùna, Мунтипауна) е малко градче и община в Южна Италия, провинция Катандзаро, регион Калабрия. Разположено е на 367 m надморска височина. Населението на общината е 4900 души (към 2010 г.).